# La Videmanette
La Videmanette ist die Bezeichnung sowohl für eine Bergregion als auch für einen Gipfel der Waadtländer Voralpen in der Schweiz.

## Geographie
Die Bergregion La Videmanette erhebt sich im Grenzgebiet der Kantone Bern und Waadt südlich von Rougemont und westlich von Gstaad. Sie besteht aus zahlreichen Gipfeln, von denen Le Rubli (2285 m ü. M.), Rocher Plat (2257 m ü. M.) und Rocher à Pointes (2239 m ü. M.) die höchsten sind. Einige der Gipfel ragen als schmale, markante Kalkstein-Formationen in den Himmel. Der Gipfel La Videmanette (2186 m ü. M.) im Zentrum des Massivs ist hingegen ein Grasgipfel. Im Gebiet um La Videmanette und Gummfluh befinden sich Alpensteinbock-Kolonien.

## Tourismus
Die Bergregion ist durch zwei Gondelbahnen erschlossen. Eine der Gondelbahnen führt von Rougemont hinauf zur in einem Einschnitt im Ostgrat des Rocher à Pointes auf 2151 m erbauten Bergstation mit Restaurationsbetrieb. Die zweite Gondelbahn verbindet dieselbe Bergstation mit dem südöstlich auf ungefähr 2000 Höhenmetern gelegenen Hochtal mit den Seen Les Gouilles. Die Station Les Gouilles kann mit einem Sessellift auch von der Talstation Chalberhöni im Tal des Chalberhönibaches, auf gut 1300 m Höhe und knapp 3 km weiter östlich gelegen, erreicht werden. Entsprechend ist auf der Südseite der Bergstation La Videmanette der Anschluss an das bereits dem Kanton Bern zugehörige Skigebiet Saanen-Gstaad gewährleistet. Vor allem im Sommer ermöglicht die Bergbahn von Rougemont den Zugang zu drei unterschiedlich anspruchsvollen Klettersteigen am Le Rubli und darüber hinaus zu einem weitläufigen Wandergebiet zwischen Gstaad und dem Col des Mosses.

## Bilder

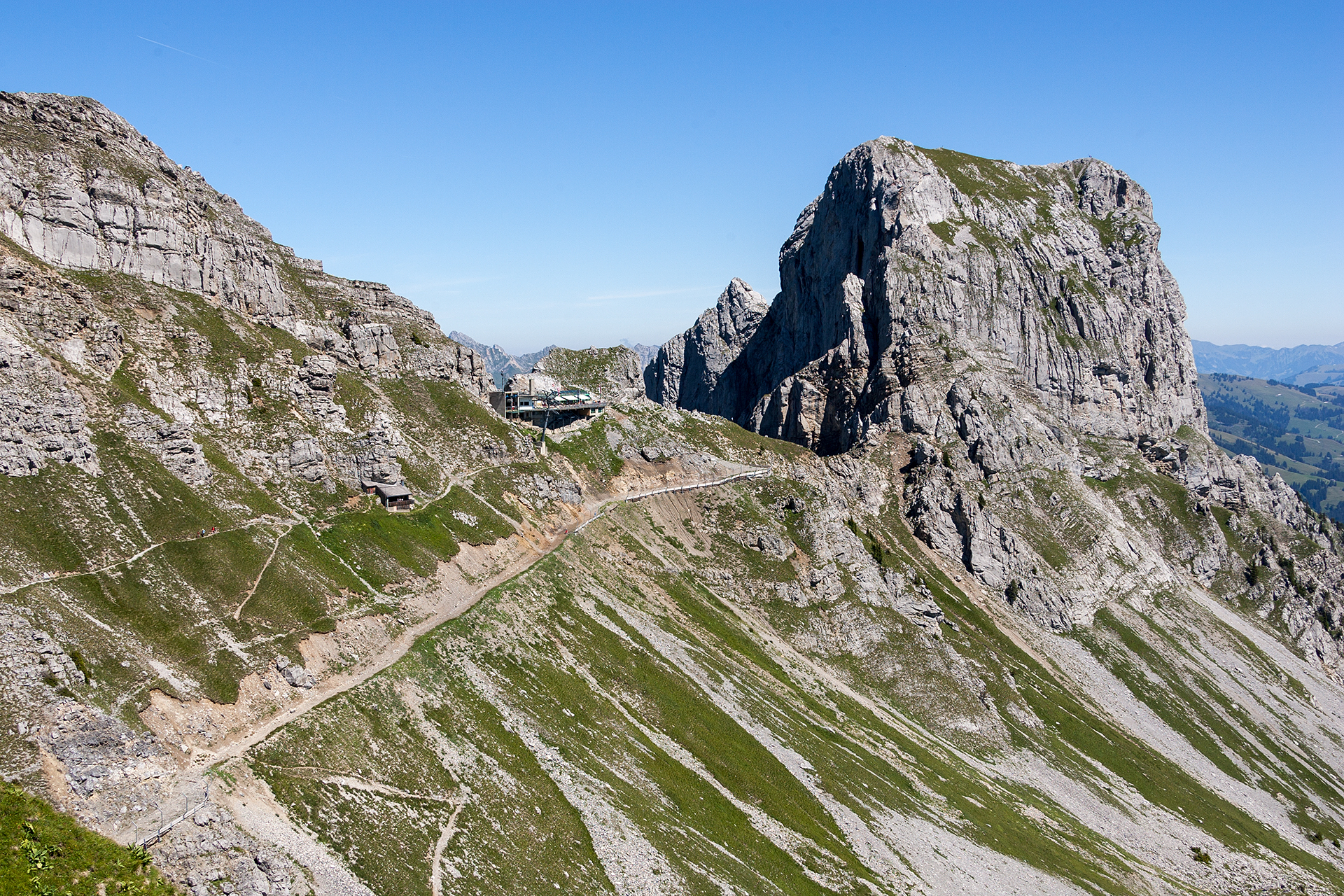
Le Rubli und die Südostansicht der Bergstation der Gondelbahn
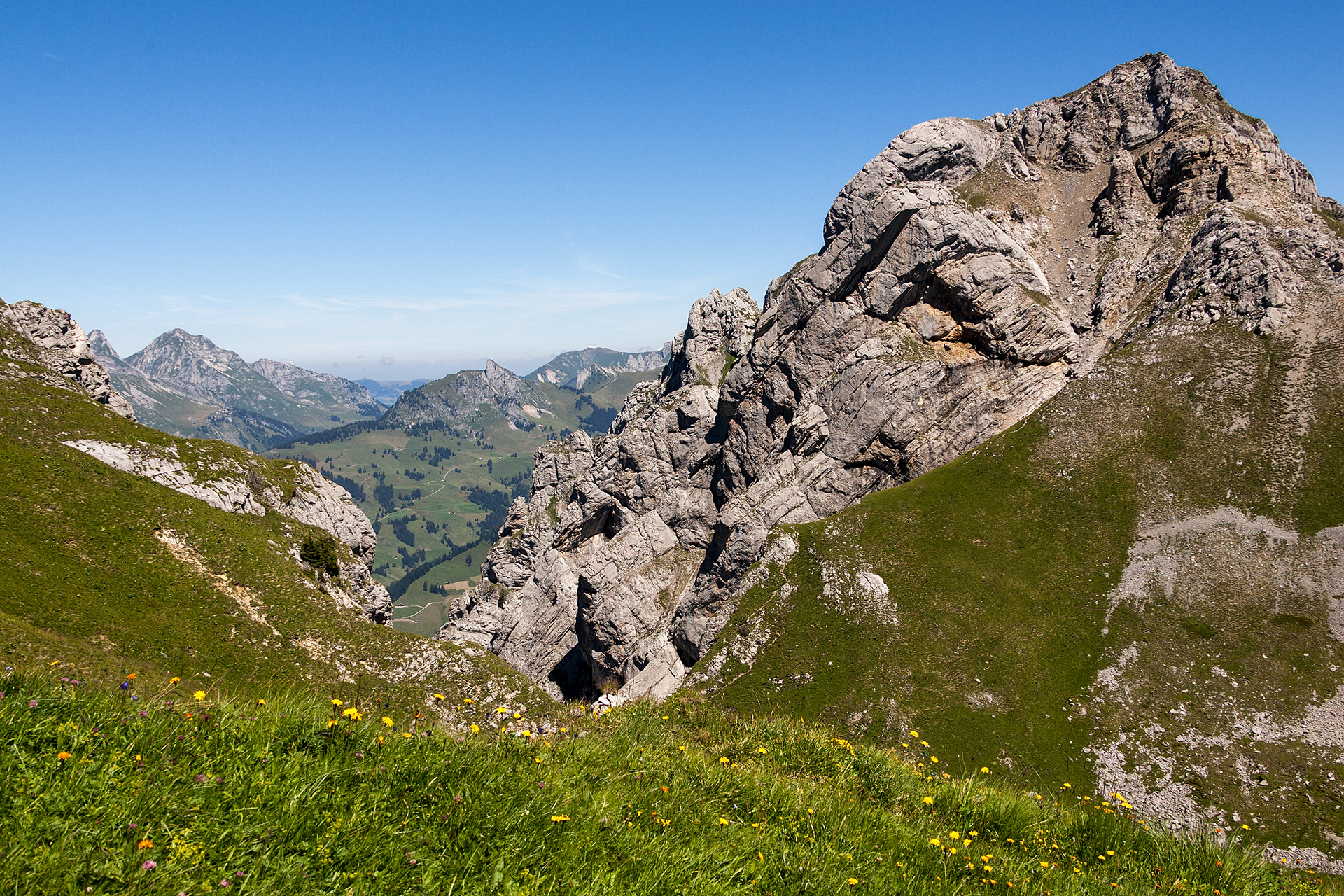
Rocher à Pointes. Im Hintergrund mittig links der Dent de Combette
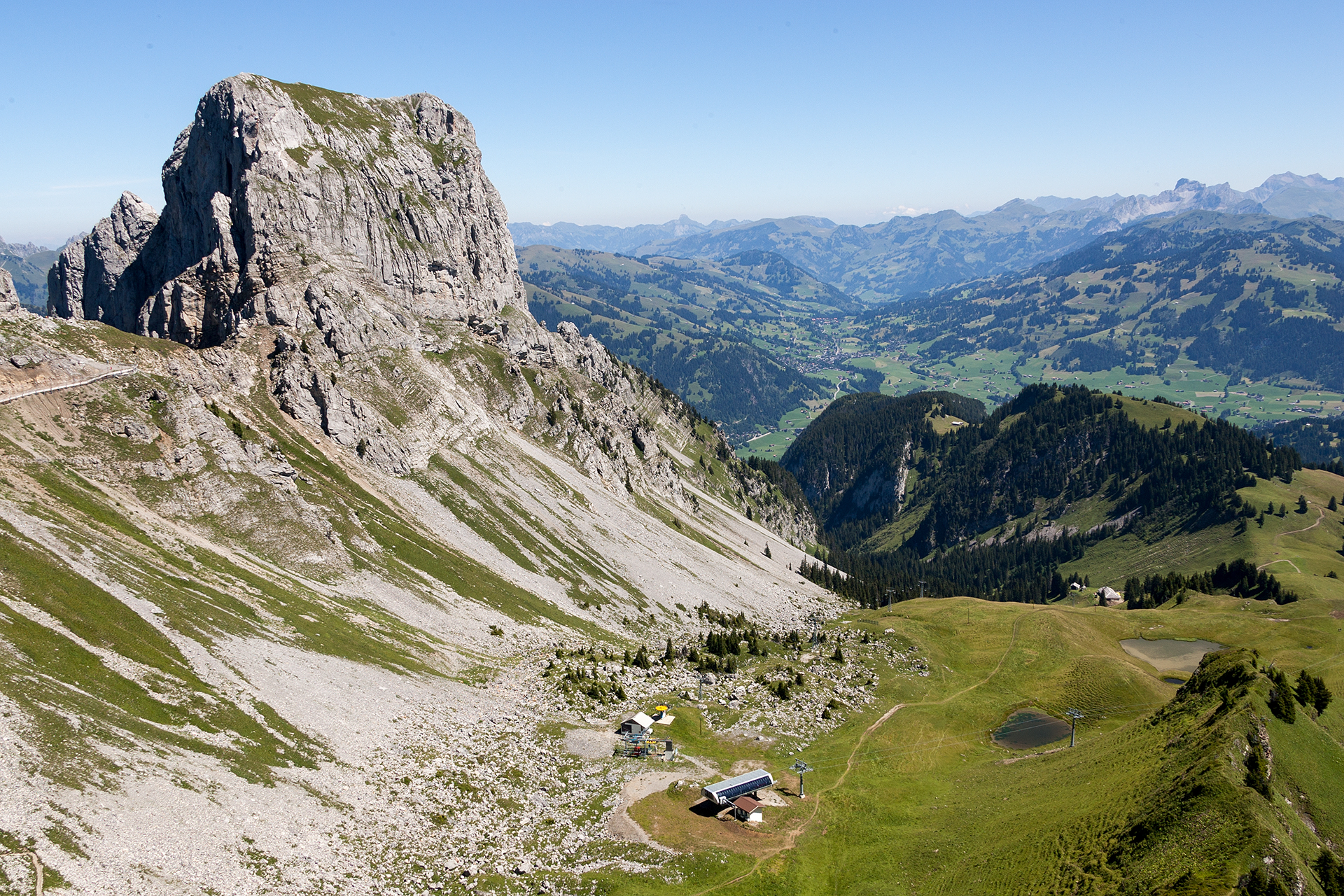
Le Rubli mit den Stationen Les Gouilles von Gondelbahn und Sessellift (unten)
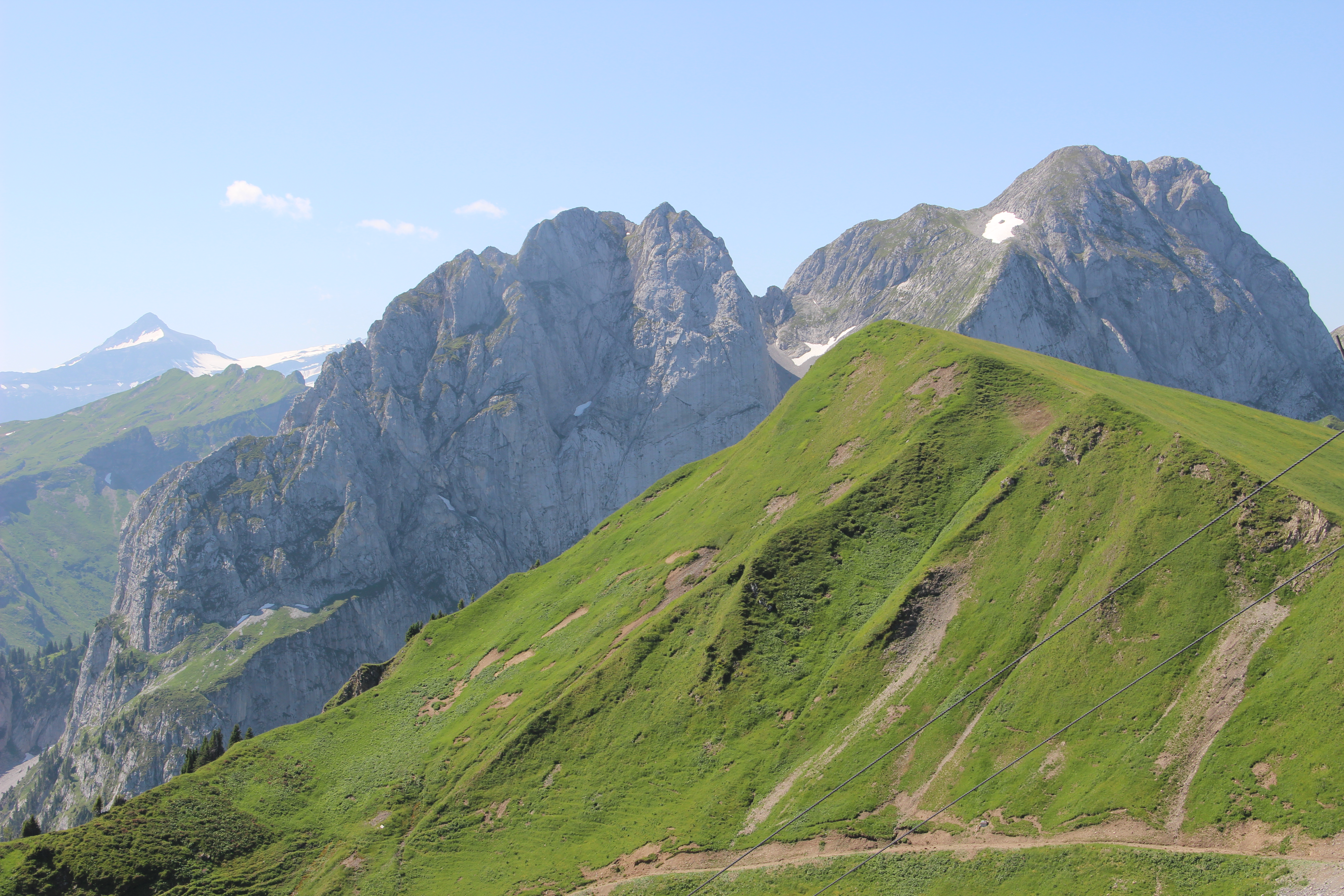
Vorne der Grasgipfel La Videmanette, 2186 m. Pointes de Sur Combe und Gummfluh dahinter
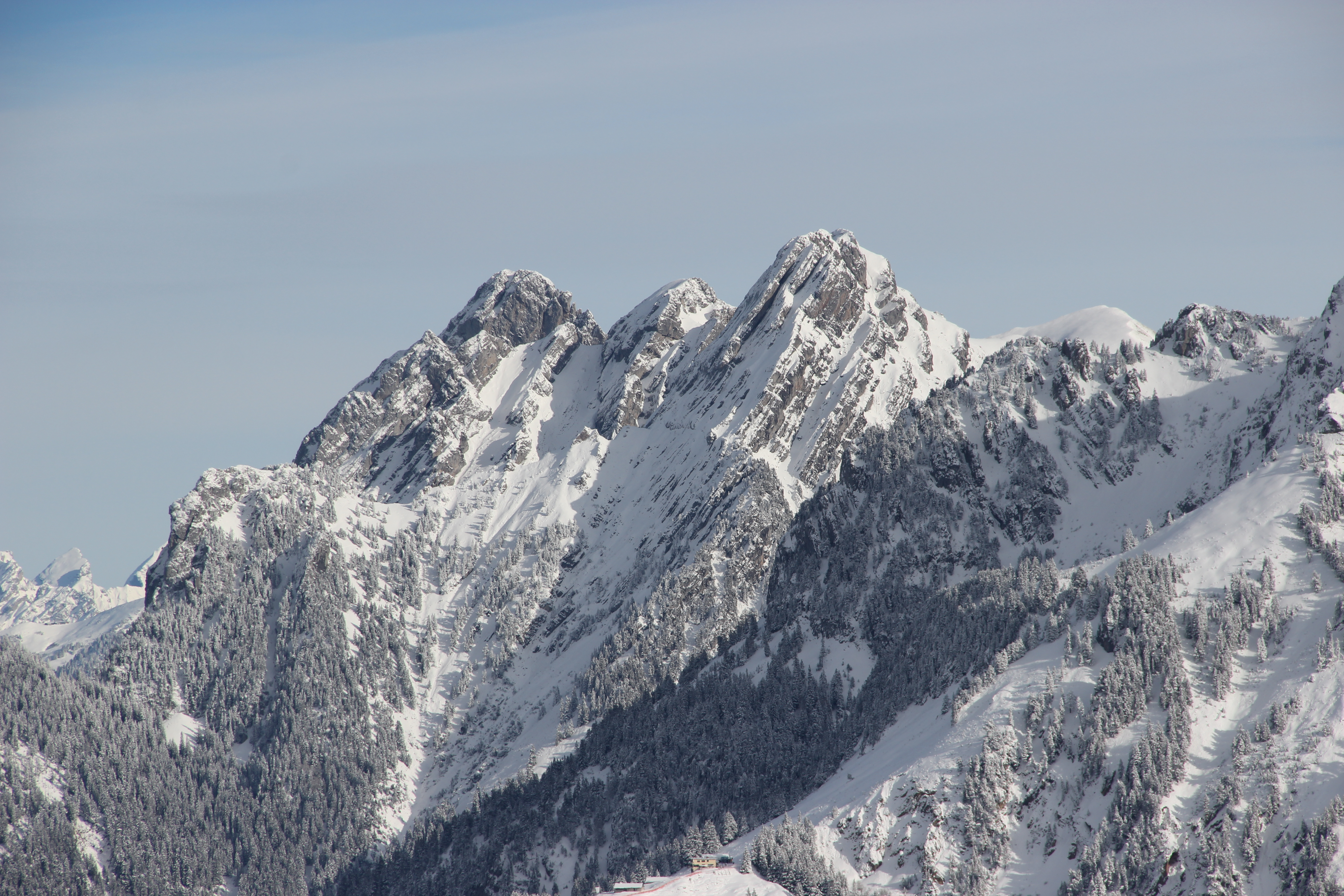
Von links nach rechts: Le Rubli, Rocher à Pointes und Rocher Plat
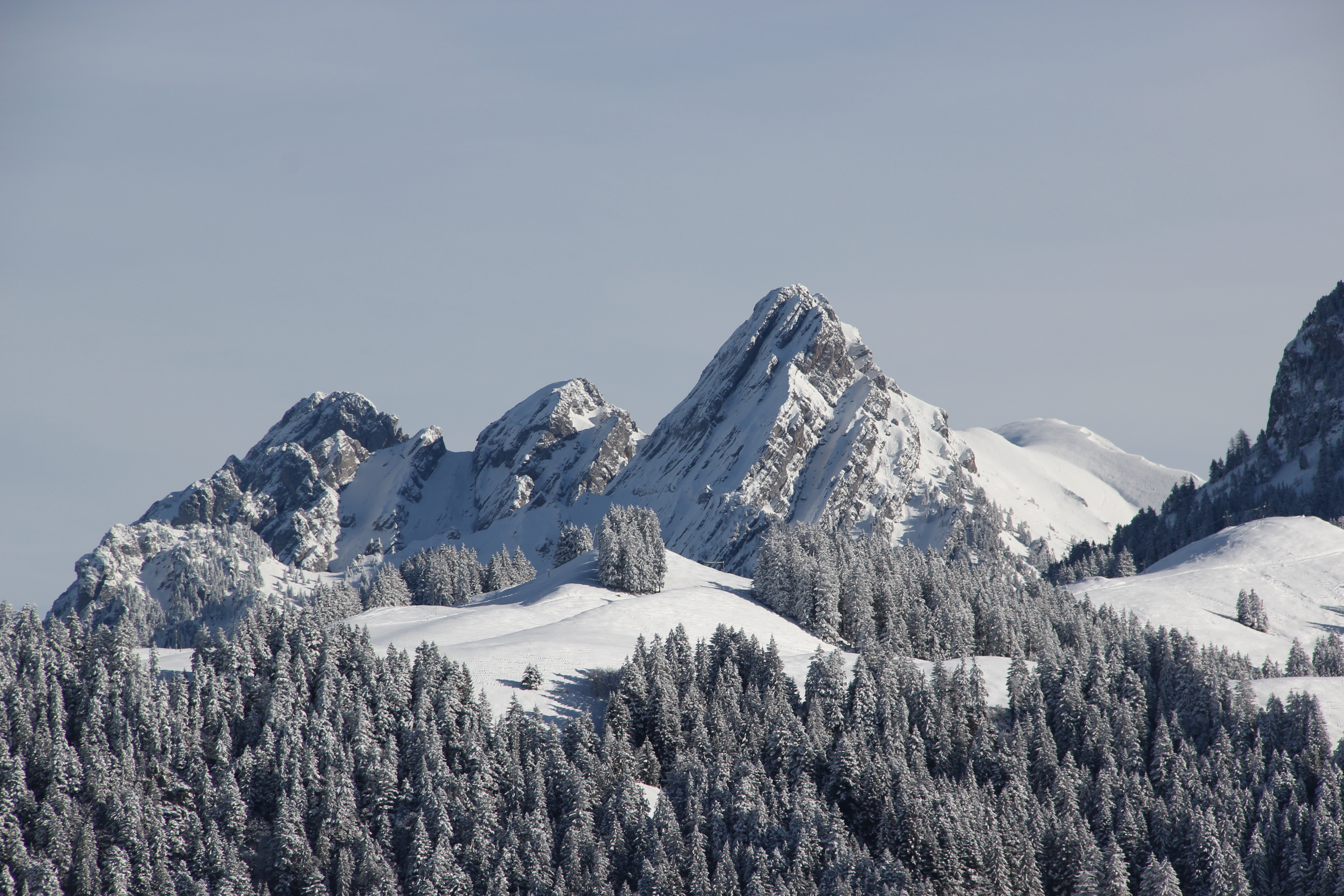
Von links nach rechts: Le Rubli, Rocher à Pointes und Rocher Plat